# Puerto Plata (tỉnh)

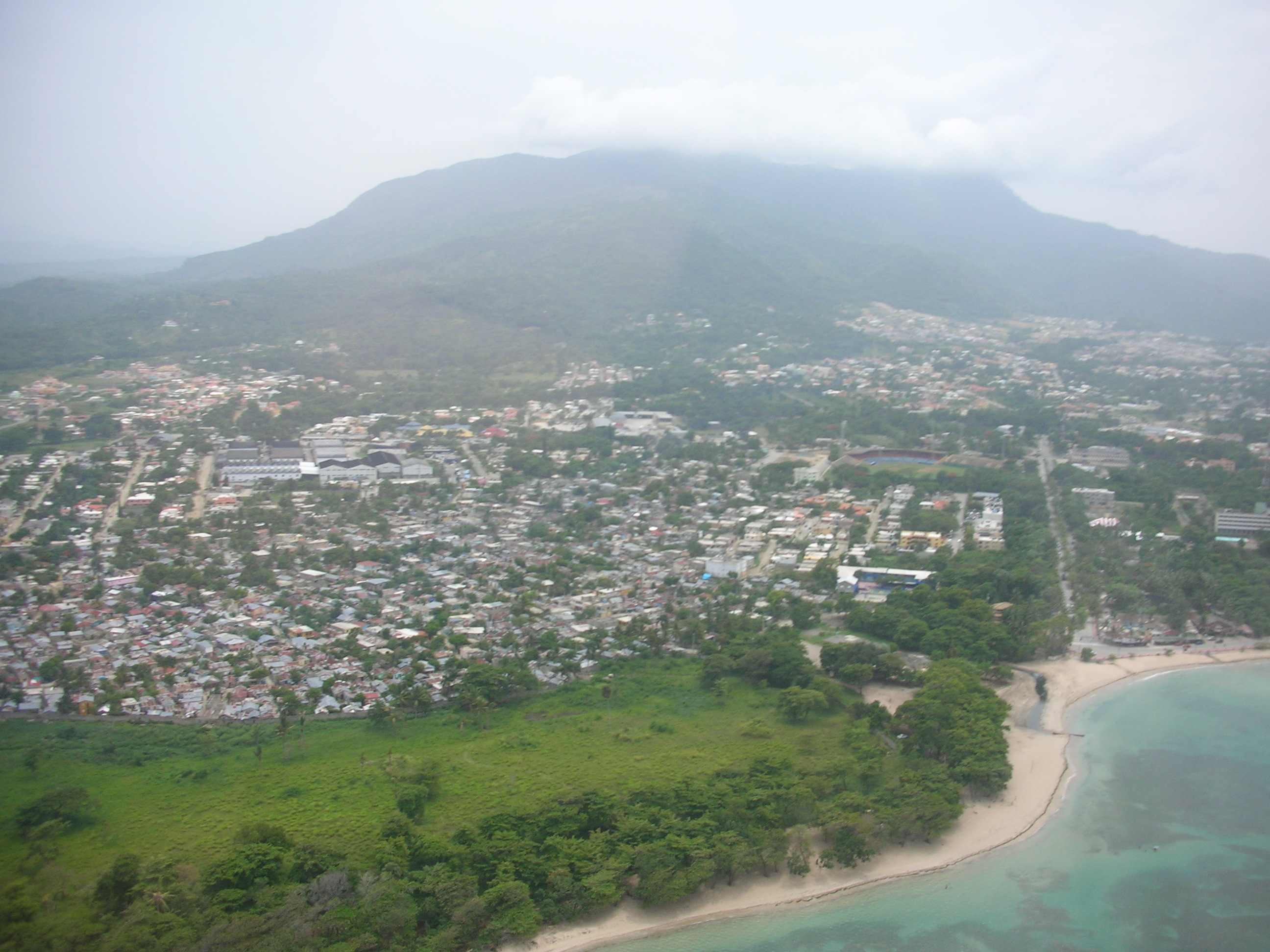
Puerto Plata

Puerto Plata là tỉnh của Cộng hòa Dominica. Tỉnh này có nhiều bãi biển đẹp và đã trở thành điểm thu hút du khách từ cuối thập niên 1990.

## Các đô thị và các huyện đô thị
Đến thời điểm ngày 20 tháng 10 năm 2006, tỉnh này được chia thành đô thị (municipio) và các huyện đô thị (distrito municipal - D.M.):
| - Altamira - Río Grande (D.M.) - Guananico - Imbert - Los Hidalgos - Navas (D.M.) - Luperón - Belloso (D.M.) - La Isabela (D.M.) - San Felipe de Puerto Plata - Maimón - Yasica Arriba (D.M.) - Sosua - Cabarete (D.M.) - Sabaneta de Yásica (D.M.) - Villa Isabela - Estero Hondo (D.M.) - La Jaiba (D.M.) - Gualete (D.M.) - Villa Montellano |

Dưới đây là bảng các đô thị và huyện đô thị.
| Tên                        | Tổng dân số | Dân số đô thị | Dân số nông thôn |
| -------------------------- | ----------- | ------------- | ---------------- |
| Altamira                   | 52398       | 26458         | 25940            |
| Guananico                  | 19871       | 8968          | 10903            |
| Imbert                     | 35897       | 18336         | 17561            |
| Los Hidalgos               | 17898       | 7841          | 10057            |
| Luperón                    | 34568       | 28882         | 5686             |
| San Felipe de Puerto Plata | 496882      | 353893        | 142989           |
| Sosúa                      | 64198       | 39302         | 24896            |
| Villa Isabela              | 20986       | 15642         | 5344             |
| Villa Montellano           | 47288       | 38955         | 8333             |
| tỉnh Puerto Plata          | 789986      | 556449        | 233537           |